# Hysen Hakani
Hysen Hakani (ur. 28 lipca 1932 w Beracie, zm. 7 lutego 2011 w Tiranie) – albański reżyser i scenarzysta.

## Życiorys
Ukończył liceum artystyczne Jordan Misja, a następnie studiował reżyserię filmową w praskiej uczelni FAMU. Tam też zrealizował w 1956 swój pierwszy film dokumentalny Hotel Pokrok, na podstawie własnego scenariusza. Dyplom praskiej uczelni obronił w 1958 r. Po ukończeniu studiów rozpoczął pracę w Studiu Filmowym Nowa Albania (alb. Kinostudio Shqiperia e Re). Początkowo realizował filmy krótkometrażowe, a także filmy z pierwszych meczów międzynarodowych piłkarskiej reprezentacji Albanii. Był reżyserem i autorem scenariusza do jednego z pierwszych filmów albańskich – Jej dzieci. Debiutem długometrażowym Hakaniego był film fabularny Debatik z 1961 r.
Był autorem 5 scenariuszy filmowych, a także 11 filmów fabularnych i 10 dokumentalnych. Od 1984 poświęcił się archiwizowaniu filmów albańskich.
Był ojcem Mirjana Hakaniego, reprezentanta Albanii w podnoszeniu ciężarów.

## Filmy fabularne
- 1957: Fëmijët e saj (Jej dzieci)
- 1961: Debatik
- 1964: Toka jonë (Nasza ziemia)
- 1966: Oshëtime në bregdet (Szum morza)
- 1969: Njësiti guerril (Oddział partyzancki)
- 1972: Ndërgjegja (Sumienie)
- 1977: Cirku në fshat (Cyrk we wsi)
- 1979: Mysafiri (Gość)
- 1980: Një ndodhi në port (Zdarzenie w porcie)
- 1981: Plaku dhe hasmi (Starzec i wróg)
- 1984: Lundrimi i parë (Pierwszy rejs)

## Filmy dokumentalne
- 1956: Hotel Pokrok
- 1957: Futboll: Shqipëri-Gjermani
- 1959: Këndojmë e vallzojmë (Śpiewamy i tańczymy)
- 1959: Festa e shëndetit, forcës dhe bukurisë (Święto zdrowia, siły i piękna)
- 1964: Kronikë ngjarjesh (Kronika wydarzeń)
- 1967: Lart flamujt e kuq (Czerwona flaga w górę)
- 1974: Muslim Peza
- 1976: Gjithmonë të gatshëm (Wszystko gotowe)
- 1976: Më shpejt, më lart, më larg (Szybciej, wyżej, dalej)